# Романченко, Валентина Мефодьевна
Валентина Мефодьевна Романченко (14 декабря 1920, Неклиновский район, Ростовская область — 24 января 2014, Покровское, Ростовская область) — советский работник сельского хозяйства, Герой Социалистического Труда.

## Биография
Родилась 14 декабря 1920 года в хуторе Каймакчи Таганрогского округа, ныне Неклиновского района Ростовской области, в разгар Гражданской войны в России.
С четырнадцати лет работала в колхозе. После Великой Отечественной войны стала звеньевой полеводческой бригады колхоза «Красный партизан» Таганрогского района (ныне Неклиновского района). В 1946 году звено Валентины Романченко собрало с гектара по 35 центнеров озимой пшеницы, по 28 центнеров ячменя, по 18 центнеров подсолнечника, что для тех лет было небывалым достижением.
Указом Президиума Верховного Совета СССР от 19 марта 1947 года за получение высоких урожаев в 1946 году Романченко Валентине Мефодьевне, получившей урожай озимой пшеницы 35 центнеров с гектара на площади 18 гектаров, присвоено звание Героя Социалистического Труда с вручением ордена Ленина и золотой медали «Серп и Молот».
Была автором работ:
- В борьбе за высокий урожай. // «Молот». Ростов н/Д, 1947. 29 марта. С. 2.
- В содружестве с наукой. // «Блокнот агитатора». Ростов н/Д, 1948. № 5. С. 13-15.
- Книга «35 центнеров озимой пшеницы с гектара», изданная в Москве в 1947 году, была переведена на болгарский язык[2].

С 1975 года Валентина Мефодьевна находилась на пенсии, но и тогда принимала деятельное участие в общественной жизни села Покровское Неклиновского района Ростовской области, где и умерла 24 января 2014 года.

## Заслуги
- Награждена орденом «Мать-героиня» и медалями, в числе которых «За трудовую доблесть» (1951) и две медалями ВДНХ СССР[1].
- Была удостоена в 2010 году Почетной грамоты Администрации Ростовской области.
- Почетный гражданин Неклиновского района (2000).